# Ecublens VD
Ecublens (psáno také jako Ecublens VD pro odlišení od jiných stejnojmenných sídel) je město na jihozápadě Švýcarska, v okrese Ouest lausannois v kantonu Vaud. Žije zde přibližně 13 tisíc obyvatel.

## Geografie

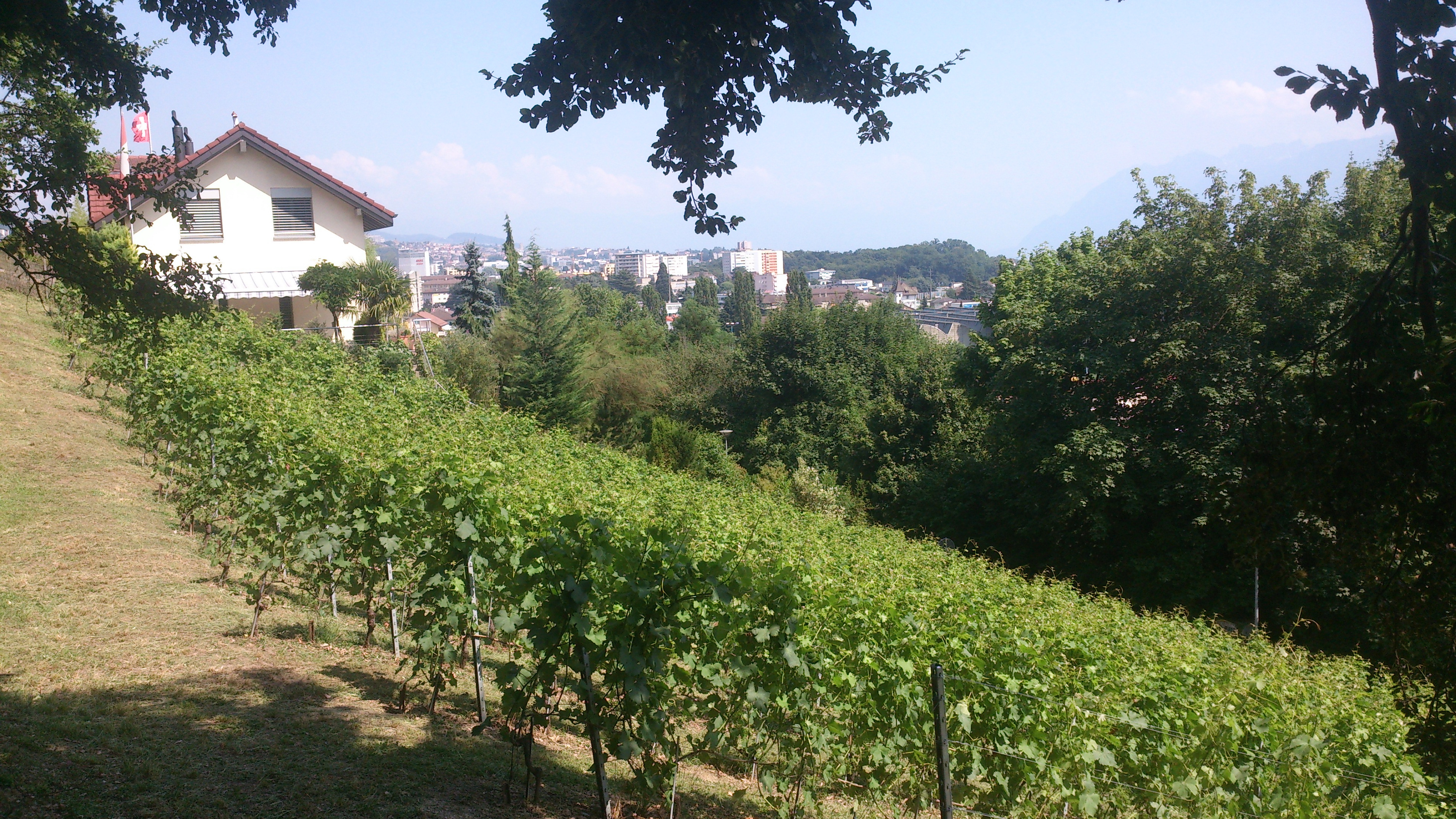
Vinice v severní části města

Ecublens leží v nadmořské výšce 428 m, vzdušnou čarou 6 km západně od kantonálního hlavního města Lausanne. Původně malá vesnice se rozkládá na morénové stěně mezi údolími řek Venoge a Sorge, na Vaudské náhorní plošině, na panoramatickém místě asi 50 m nad hladinou Ženevského jezera.
Oblast 5,7 km² katastru obce pokrývá část severně od Ženevského jezera. Ecublens přímo nesousedí s jezerem; jeho jižní hranice vždy vede podél kantonální silnice, která vede z Lausanne na západ do Morges. Centrální část areálu obce zaujímá morénová stěna, která je v jižní části v nadmořské výšce 433 m n. m., v severní části u Château de la Motte dosahuje nejvyššího bodu obce ve výšce 443 m n. m. Moréna byla uložena Rhonským ledovcem v době ledové.
Na západ od této morénové výšiny zasahuje obec do širokého údolí Venoge, které svými meandry tvoří hranici obce. Na východě se oblast rozprostírá do údolí Sorge a v úzkém rohu přes univerzitní areál a areál EPFL k venkovskému panství Dorigny a dolnímu toku Chamberonne. Na severu se obecní katastr rozšiřuje přes lesní oblast Bois d’Ecublens až k železniční trati Lausanne–Ženeva, která v dlouhých úsecích tvoří severní hranici. V roce 1997 bylo 56 % rozlohy obce tvořeno zastavěnou plochou, 13 % lesy a 31 % zemědělskými plochami.
Ecublens zahrnuje vesnici Renges (404 m n. m.) na západním úpatí morénové stěny v údolí Venoge, vesničku Bassenges (407 m n. m.) na východním svahu morény, osadu Epenex (420 m n. m.) mezi nájezdem na dálnici A1A a železnicí a také různými obytnými oblastmi a komerčními zónami. Sousedními obcemi jsou Denges, Echandens, Bussigny, Renens, Chavannes-près-Renens a Saint-Sulpice.

## Historie

Letecký pohled (1960), Ecublens vlevo

Obec Ecublens byla osídlena velmi brzy. Nejstarší předměty nalezené při vykopávkách pocházejí z doby bronzové. Další nálezy byly datovány do doby laténské (nejnovější fáze doby železné, 500/400–15 př. n. l.) a římského období. Zemní práce poblíž místa Château de la Motte jsou neznámého data.
Místo bylo poprvé zmíněno v listinách kolem roku 958/959 jako villa Escublens, později jako Scubilingis (964), Scublens (1147), Esciblens (1161), Scubleins (1220) a znovu Escublens (1228). Název místa pravděpodobně pochází z osobního jména Scubilo, a proto znamená „mezi lidmi rodu Scubilo“.
Od 10. století bylo Ecublens součástí území Renens. Ve středověku je zmiňován i místní šlechtický rod. Dobytím Vaudu Bernem v roce 1536 se obec dostala pod správu panství Lausanne a vytvořila kastelánství se dvorem. Po pádu Staré konfederace patřilo Ecublens v letech 1798–1803 v období helvétského soustátí ke kantonu Léman, který byl poté po vstupu v platnost Ústavy o zprostředkování sloučen s kantonem Vaud. V roce 1798 byla obec přiřazena k okresu Morges.
Obec byla až do dvacátých let 20. století poměrně málo významná, ale v průběhu století se Ecublens vyvinulo v předměstí Lausanne, přičemž počet obyvatel vzrostl téměř desetinásobně. V roce 1946 mělo být v Ecublens vybudováno letiště, ale návrh byl v referendu zamítnut.

## Obyvatelstvo
| Rok            | 1850 | 1900 | 1910 | 1930 | 1950 | 1960 | 1970 | 1980 | 1990 | 2000   |
| Počet obyvatel | 613  | 777  | 972  | 1013 | 1269 | 2240 | 6379 | 7615 | 9743 | 10 227 |

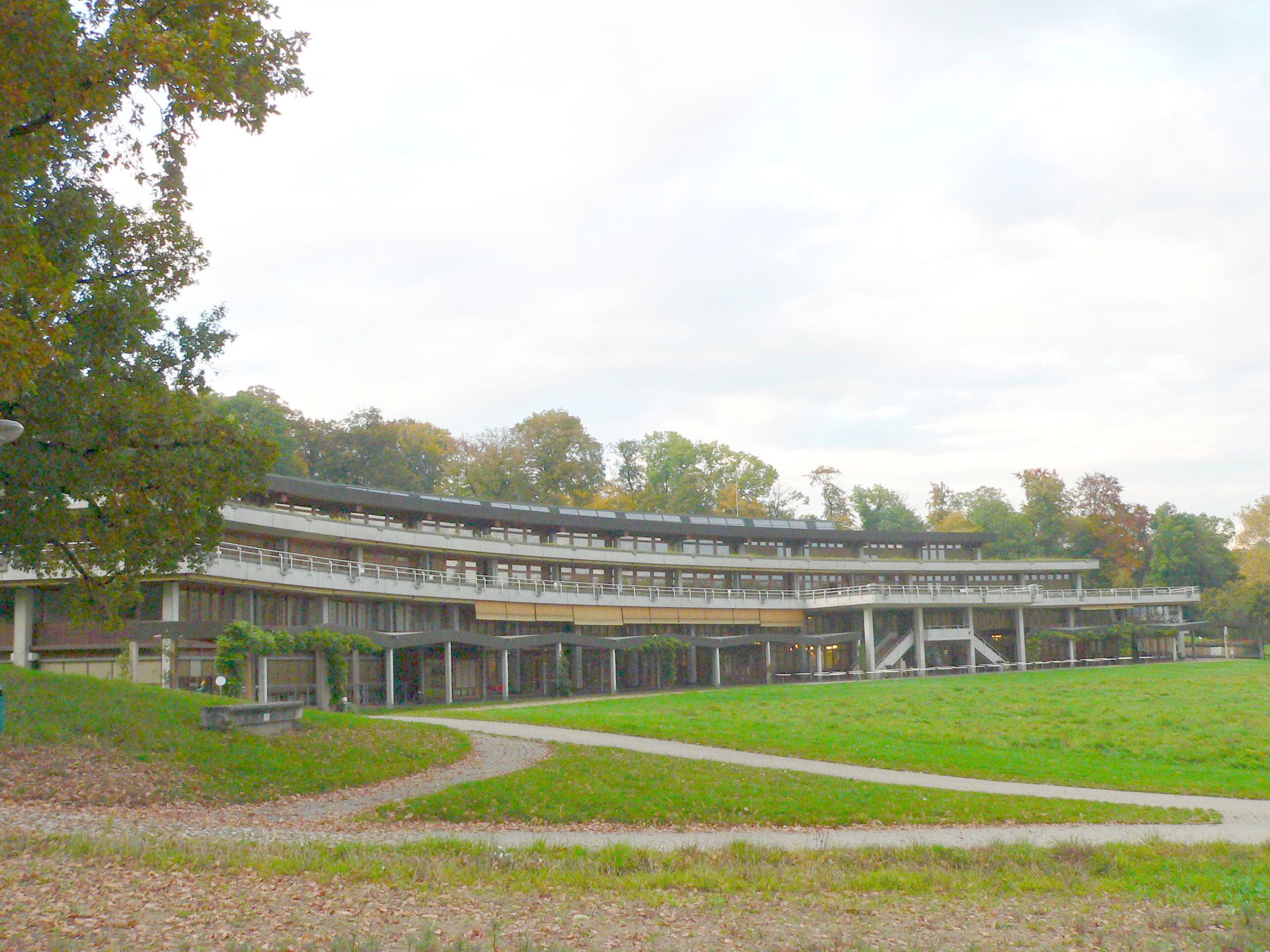
Kantonální a univerzitní knihovna v Ecublens

76,5 % obyvatel hovoří francouzsky, 6,5 % italsky a 4,6 % německy (stav v roce 2000). Počet obyvatel Ecublens se mezi lety 1850 a 1950 zdvojnásobil, následoval výrazný nárůst počtu obyvatel a urbanizace v návaznosti na město Lausanne. Během 50 let se počet obyvatel zvýšil osminásobně, přičemž obzvláště vysoké tempo růstu bylo zaznamenáno v 60. letech 20. století. Když Ecublens překročil hranici 10 000 obyvatel, stal se dvanáctým městem kantonu Vaud. Dnes Ecublens plynule splývá se zástavbou okolních obcí Renens, Chavannes-près-Renens a Saint-Sulpice.

## Hospodářství
Až do poloviny 20. století byl Ecublens vesnicí, kde dominovalo zemědělství, zejména vinařství. Poté se vyvinul v průmyslové a rezidenční předměstí Lausanne.
Dnes město nabízí kolem 11 000 pracovních míst. Vzhledem k tomu, že v primárním sektoru je zaměstnáno už pouze 0,3 % pracovní síly, hraje zemědělství ve struktuře zaměstnanosti obyvatelstva pouze okrajovou roli. Přibližně 25 % práceschopných obyvatel pracuje v průmyslovém sektoru, zatímco sektor služeb představuje 75 % pracovní síly (stav k roku 2001).
Od 60. let 20. století v údolí Venoge vznikly větší průmyslové a obchodní zóny, a to jak v severní části na okraji Bussigny-près-Lausanne, tak v jižní části u Valeyre a v oblasti Epenex u vlakového nádraží Renens. Postupem času se v obci Ecublens usadily různé velké společnosti. Patří mezi ně Socsil SA (od roku 1959; anestetické plyny), Socorex-Isba SA (od roku 1962), Maillefer SA (od roku 1964; kabelové stroje), Sapal SA (od roku 1964; balicí stroje), Applied Research Laboratories SA (od roku 1970; spektrografie přístroj), Thévenaz-Leduc SA (od 1972) a Sirec SA (od roku 1972). Ecublens je také administrativním ústředím Migros pro kanton Vaud od roku 1979.
Nová rezidenční zástavba byla postavena na severním okraji původního centra obce a v Epenex. Rodinné domy a vily se nacházejí na morénové stěně mezi údolími Venoge a Sorge.
Na území Ecublens se nachází Campus Lausanne, největší vzdělávací a výzkumné centrum ve Švýcarsku. Sídlí zde Švýcarský federální technologický institut v Lausanne (EPFL), jedna ze dvou spolkových vysokých škol, a mnoho dalších institucí.

## Doprava

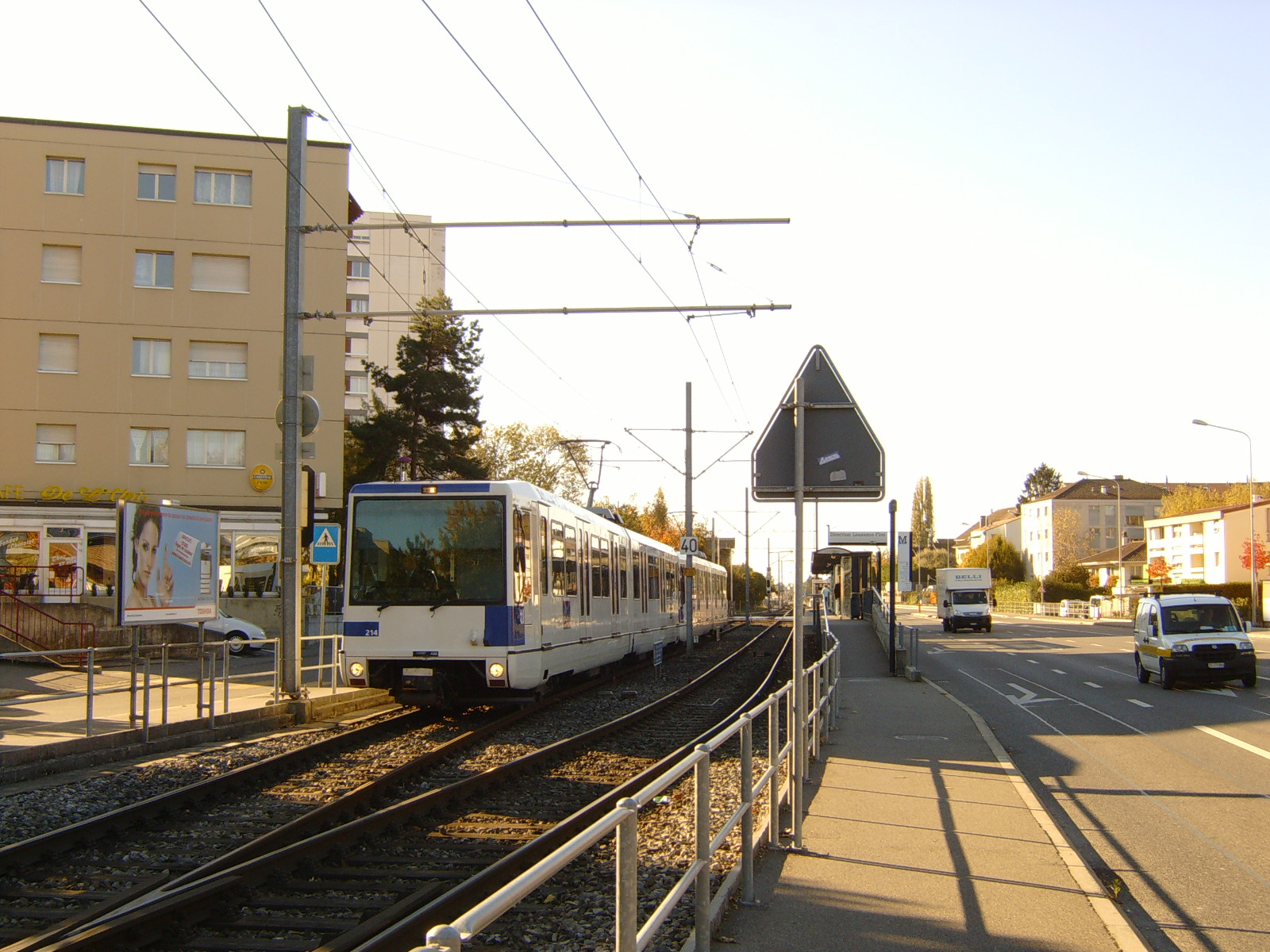
Vlak metra M1 ve stanici Cerisaie

Obec má dobré dopravní spojení. Leží na hlavní silnici č. 1 ze Ženevy do Lausanne. Severní částí města procházejí hlavní železniční a dálniční trasy mezi Lausanne a Ženevou. Na sever od obce se nachází dálniční křižovatka Ecublens, kde se západní městská příjezdová cesta z Lausanne (A1A) setkává s dálnicí A1, která byla otevřena v roce 1964. Nejbližší napojení na dálnici je asi 3 km od města.
Ecublens je obsluhováno linkou M1 metra v Lausanne; linka byla otevřena 24. května 1991 pod názvem TSOL (Tramway Sud-Ouest Lausannois). Do Morges jezdí z Ecublens také autobusová linka.